# Dan (phân hạng)
Hệ thống phân hạng bằng dan (段 (đoạn)) là hệ thống được sử dụng trong rất nhiều tổ chức và môn võ của Nhật Bản và Hàn Quốc để biểu thị mức độ khả năng của một người về một chủ đề cụ thể. Là một hệ thống xếp hạng, ban đầu nó được sử dụng tại một môn phái cờ vây trong thời kỳ Edo. Hiện tại, nó cũng được sử dụng trong các bộ môn nghệ thuật và võ thuật hiện đại.
Hệ thống này được áp dụng cho võ thuật ở Nhật Bản bởi Kanō Jigorō (1860–1938), người sáng lập judo, vào năm 1883, và sau này được giới thiệu với các nước Đông Á khác. Trong võ thuật Nhật Bản hiện đại, những người giữ thứ hạng dan thường phải đeo một đai đen; những người có cấp bậc cao hơn cũng có thể đeo đai đỏ-trắng và đỏ. Các thứ hạng dan cũng được sử dụng cho các trò chơi chiến thuật như cờ vây, cờ Nhật Bản (shōgi), và cờ Liên Châu, cũng như các nghệ thuật mang tính văn hoá như nghệ thuật cắm hoa (ikebana), thư pháp Nhật Bản (shodō) và trà đạo (sadō).　
Hán tự cho từ dan (段) nghĩa là bước  hoặc chặng đường trong tiếng Nhật, nhưng nó cũng được sử dụng để chỉ thứ hạng hoặc cấp bậc của một người, nghĩa là đẳng cấp hay mức độ chuyên môn và kiến thức của họ. Tuy nhiên, trong bính âm của Trung Quốc, kí tự tương tự được đọc là duàn, và ban đầu được sử dụng để chỉ giai đoạn. Dan thường được sử dụng cùng với từ kyū (級) trong một số hệ thống xếp hạng nhất định, với dan được sử dụng cho các cấp bậc cao hơn và kyū được sử dụng cho các cấp bậc thấp hơn.

## Lịch sử
Hệ thống phân hạng bằng dan trong cờ vây đã được phát minh bởi Hon'inbō Dōsaku (1645–1702), một kì thủ cờ vây chuyên nghiệp trong thời kỳ Edo. Trước phát minh này, việc xếp hạng từ cao đến thấp được đánh giá bằng sự so sánh việc chấp quân và có khuynh hướng tỏ ra mơ hồ. Dosaku định giá trị cho người giữ danh hiệu cao nhất, Meijin là 9 Dan. Ông có thể đã lấy cảm hứng từ một hệ thống phân hạng trong cờ vây của người Trung Quốc cổ đại (Cửu phẩm chế) và một hệ thống xếp hạng sớm hơn của triều đình (hệ thống cửu phẩm), mặc dù các con số thấp hơn biểu thị mức độ chuyên nghiệp cao hơn trong hệ thống đó.
Các thứ hạng dan được áp dụng vào võ thuật bởi Kanō Jigorō (1860–1938), người sáng lập judo. Kanō bắt đầu đưa ra hệ thống phân hạng hiện đại vào năm 1883, khi ông trao hạng shodan (thứ hạng dan thấp nhất) cho hai trong số những cao đồ của ông (Saigō Shirō và Tomita Tsunejirō). Trước đó, các môn phái võ thuật trao hạng công nhận sự tiến bộ với các giấy phép menkyo một cách ít thường xuyên hơn hoặc các cuộn giấy bí mật.
Người ta vẫn không thấy có sự khác biệt bên ngoài nào giữa yūdansha (các thứ hạng đai đen) và mudansha (những người chưa đạt được cấp bậc dan). Các khoa thể thao khác nhau trong hệ thống trường học của Nhật Bản đã sử dụng các dấu hiệu phân hạng, đặc biệt là bơi lội, trong đó những người bơi lội tiên tiến đeo một dải băng màu đen quanh eo của họ. Kano đã tiếp nhận phong tục cho các yūdansha của ông đeo các dải obi (đai) màu đen vào năm 1886.
Tại thời điểm này, những dải obi này không phải các dải đai mà các karateka và jūdōka đeo ngày nay; các võ sinh vẫn tập luyện với trang phục kimono. Họ vẫn đeo các dải obi rộng với bộ kimono trang trọng. Năm 1907, Kanō đã phát minh ra trang phục keikogi (đồng phục luyện tập màu trắng) hiện đại, và các dải đai được làm với màu trắng cho mudansha và màu đen cho yūdansha.

## Sử dụng trong bối cảnh hiện đại cho cờ vây

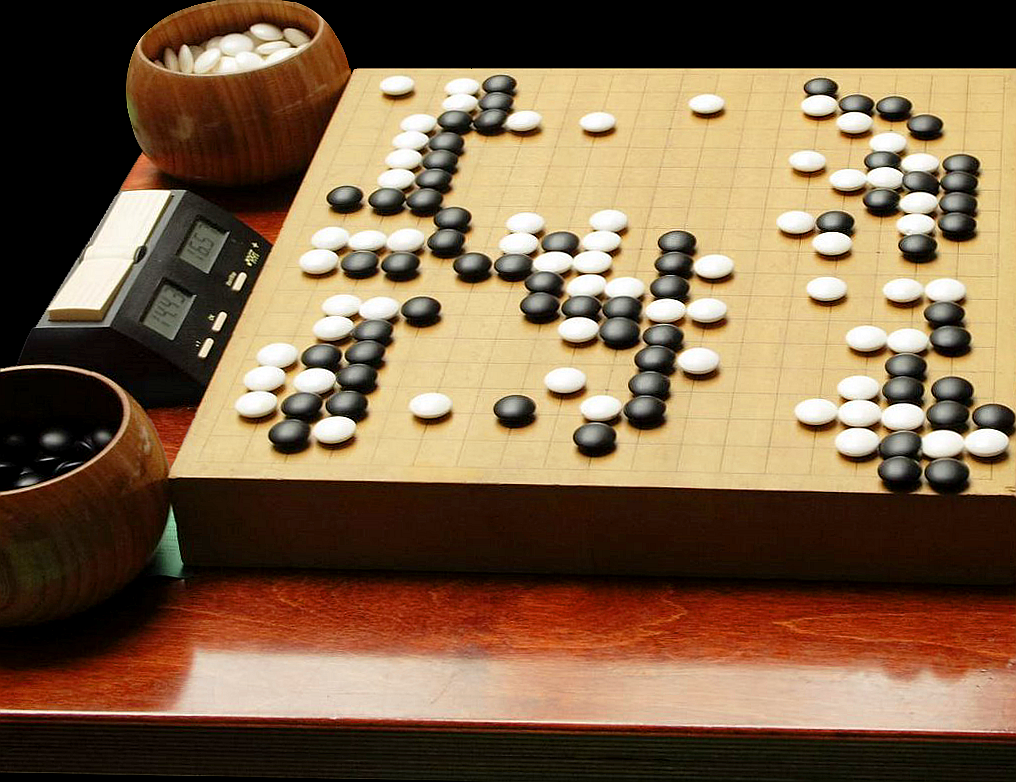
Cờ vây

Theo truyền thống, trình độ của những kì thủ cờ vây được xác định bằng cách sử dụng các thứ hạng kyū và dan. Các thứ hạng kyū được coi là các thứ hạng của môn sinh, trong khi các thứ hạng dan được dành cho các thứ hạng của bậc thầy. Đặc biệt là trong các cuộc thi nghiệp dư, các cấp bậc này tạo điều kiện thuận lợi cho hệ thống chấp quân, với mỗi sự khác biệt của một cấp bậc gần tương đương với một nước đi tự do ngay từ đầu ván cờ. Với sự sẵn có của các loại máy tính cầm tay và máy tính cá nhân, hệ thống tính điểm đã được ra mắt. Trong các hệ thống như vậy, mỗi điểm số sẽ được tính toán nghiêm ngặt dựa trên kết quả của trò chơi.
Các thứ hạng dan (được viết tắt trên các hệ thống trực tuyến là "d") được dành cho những kì thủ cấp cao. Mặc dù nhiều tổ chức cho phép các kì thủ chọn thứ hạng kyū của họ ở một mức độ nhất định, các thứ hạng dan thường được quy định sẵn. Điều này có nghĩa là các kì thủ sẽ phải thể hiện kết quả tốt trong các giải đấu hoặc vượt qua các kỳ thi để được nhận một thứ hạng dan. Những môn sinh nghiêm túc với các ván cờ thường sẽ cố gắng để đạt được một thứ hạng dan. Các thứ hạng dan thường có cho đến 7-dan; các thứ hạng của kì thủ chuyên nghiệp đạt được đến 9-dan.

## Sử dụng trong bối cảnh hiện đại cho cờ shogi

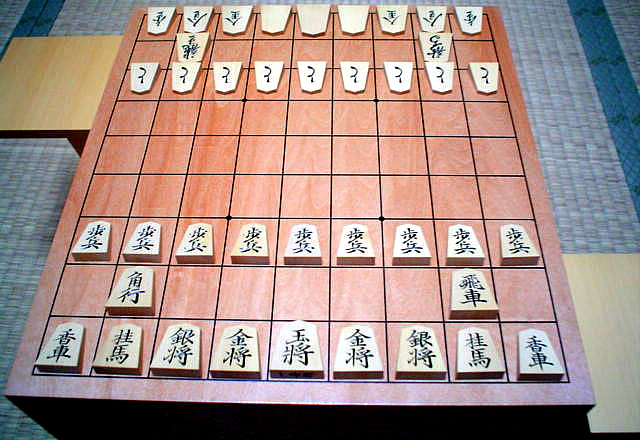
Shogi

Giống như trong cờ vây, shogi cũng thường sử dụng các thứ hạng "dan" và "kyū" để xác định sức mạnh của một kì thủ shogi. Một kì thủ nghiệp dư có thể, thông qua các ván cờ mặt đối mặt over-the-board (OTB), đạt được các thứ hạng từ 15-kyū tới 8-dan. Ngoài dan và kyū, Hiệp hội Shogi Nghiệp dư Nhật Bản cũng sử dụng một hệ thống tính điểm kiểu ELO cho các giải đấu mà họ tổ chức.
Hệ thống phân hạng được sử dụng bởi Hiệp hội Shogi Nhật Bản (JSA) cho các kì thủ chuyên nghiệp cũng sử dụng các thuật ngữ tương tự, nhưng thực sự khác nhau về mặt khả năng. Các thứ hạng cho kì thủ chuyên nghiệp bắt đầu từ 4 dan và lên cho tới 9 dan. Cũng đã từng có việc xếp hạng 10 dan, nhưng điều này không còn được sử dụng nữa. Các kì thủ nghiệp dư luyện tập để trở thành kì thủ chuyên nghiệp tại một trong những viện cờ và được xếp hạng từ 6-kyū tới 3-dan. Vì chỉ những người chơi nghiệp dư vô cùng mạnh mẽ mới có thể đủ điều kiện cho shōreikai, người ta thường tin rằng một kì thủ shōreikai 6-kyū điển hình có trình độ ít nhất tương đương với một kì thủ 3 hoặc 4 dan nghiệp dư. Một kì thủ shōreikai 3-dan chiến thắng hoặc về nhì trong một trong hai giải đấu 3-dan được tổ chức mỗi năm được xếp hạng 4-dan và được cấp tư cách chuyên nghiệp.
Mặc dù không có sự khác biệt trong hệ thống dành cho nam và nữ, nhưng JSA và Hiệp hội Nữ kì thủ Shogi chuyên nghiệp Nhật Bản, hoặc LPSA, sử dụng một hệ thống khác nhau để xếp hạng các nữ kì thủ chuyên nghiệp. Các nữ kì thủ chuyên nghiệp được xếp hạng từ 3-kyū tới 6-dan và người ta thường tin rằng ngay cả những nữ kì thủ mạnh nhất nói chung chỉ có sức mạnh tương đương với kì thủ shōreikai xếp hạng 1- hoặc 2-dan. Trên thực tế, chưa có nữ kì thủ chuyên nghiệp nào từng hoàn thành thành công hệ thống shōreikai và được trao thứ hạng 4-dan. Có ba nữ kì thủ đã đạt được thứ hạng cao nhất là 1 dan trong shōreikai, và hai người đã đạt được tới 3 dan.

## Sử dụng trong võ thuật
Trong khi cách sử dụng hệ thống kyū/dan và các đai có màu thường phổ biến trong cả gendai budō hoặc các môn võ khác có nguồn gốc Đông Á và các nghệ thuật khởi phát từ đó hoặc từ các khu vực khác, việc này không mang tính phổ quát cho tất cả các trường hợp.

### Võ thuật Nhật Bản

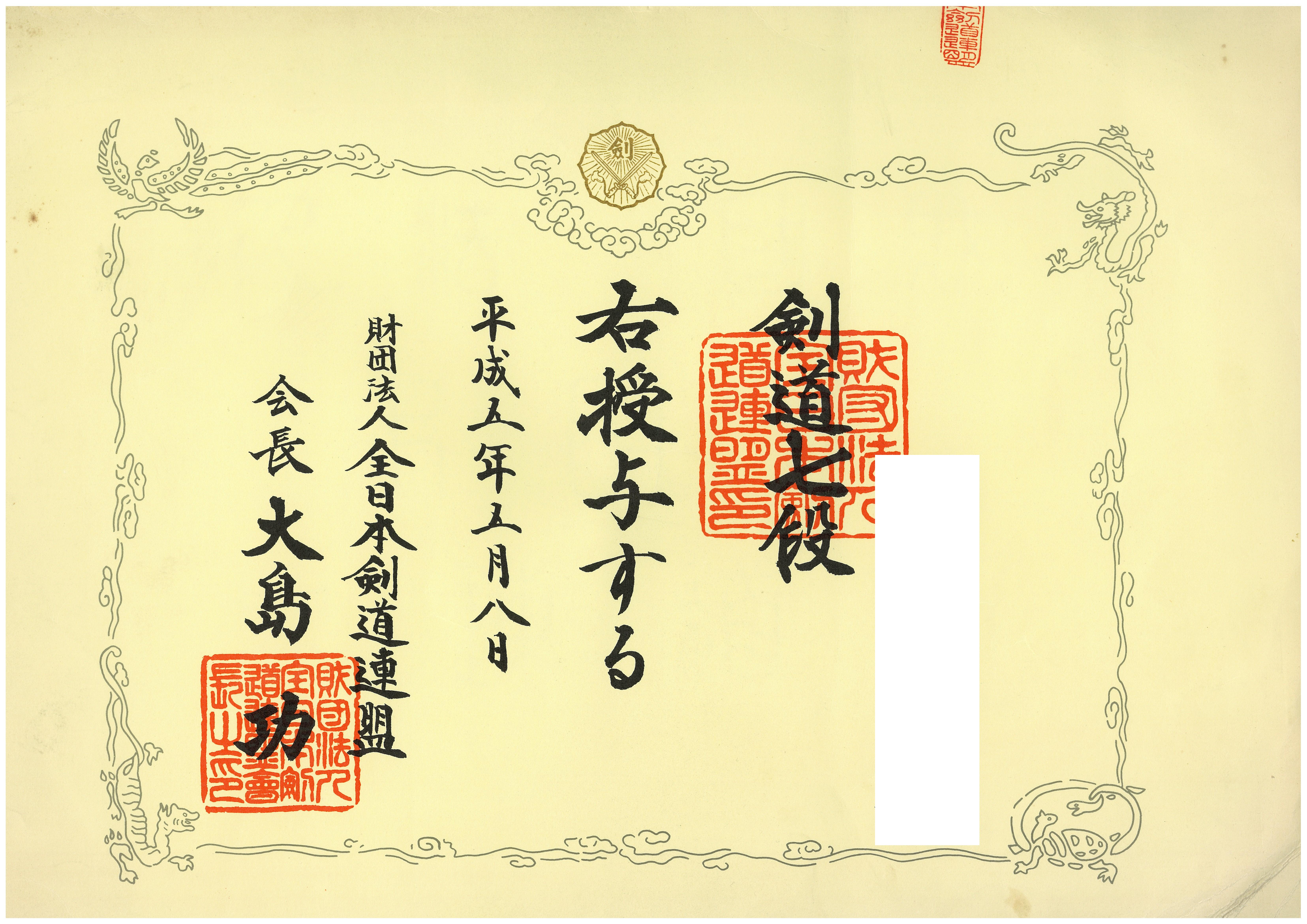
Văn bằng công nhận 7-dan trong môn kendo.

Trong thời hiện đại, một võ sinh xếp hạng dan của một phong cách thường được công nhận là một võ sĩ đã vượt qua các thứ hạng kyū, hoặc cơ bản. Họ cũng có thể trở thành một người hướng dẫn được cấp phép trong môn võ thuật của họ. Tuy nhiên, trong nhiều phong cách, việc đạt được một thứ hạng dan có nghĩa là trong khi một người không còn được coi là người mới bắt đầu thì người đó vẫn chưa phải là chuyên gia. Đúng hơn, nó cho thấy một mức độ năng lực cao trên một phạm vi kỹ thuật hợp lý.
Tổng số các cấp bậc đẳng cấp được đặt theo phong cách cụ thể (1 tới 5-dan và 1 tới 10-dan là phổ biến trong võ thuật Nhật Bản). Các cấp bậc dan thấp hơn thông thường có thể có thể đạt được thông qua kiểm tra xếp loại hoặc đôi khi thông qua thi đấu. Các cấp bậc dan cao hơn thường yêu cầu nhiều năm kinh nghiệm và đóng góp cho võ thuật hiện đại thích hợp. Điều này có thể đạt được thông qua việc giảng dạy hoặc nghiên cứu và xuất bản. Những cấp bậc này chỉ có thể được trao bởi một đại diện có đẳng cấp cao hơn của dojo chính hoặc đôi khi do một ban chỉ đạo cấp. Không có một mức thành tích nào được đặt ra mang tính phổ quát. Các hệ thống xếp hạng mang tính đặc thù giữa các hệ phái hoặc phong cách, do đó thứ hạng không nhất thiết phải dịch theo các phong cách võ thuật khác nhau. Trên thực tế, các thứ hạng dan không nhất thiết biểu thị rằng một người đeo một chiếc đai đen. Trong các bộ môn võ thuật như iaidō, kendō hoặc jōdō, không hề có dấu hiệu xếp hạng bên ngoài nào, mặc dù một chiếc đai đen là biểu tượng dễ nhận biết nhất đối với công chúng nói chung.
Các thứ hạng dan cao nhất đôi khi được dành riêng cho người sáng lập hoặc các lãnh tụ của một phong cách và chỉ có các võ sinh cao cấp mới có thể được thăng cấp cho họ. Ví dụ, chỉ có năm người còn sống nắm giữ thứ hạng 10-dan trong judo và chỉ có khoảng chỉ có khoảng ba mươi lăm người trên toàn thế giới đã được thăng cấp lên từ khi bắt đầu; trong số những người được thăng cấp 10-dan, chỉ có mười lăm người được trao tặng thứ hạng bởi Kodokan, tất cả những người này đều là judoka người Nhật. Điều này dẫn đến việc các cấp bậc cao cấp bị tuyệt chủng trong một số loại hình nghệ thuật. Trong các phong cách khác, các thứ hạng dan không phải là mức cao nhất có thể đạt được, với sự chứng nhận của huấn luyện viên và sự cho phép của người/hội đồng đánh giá được hiểu là mức độ cao hơn hoặc tinh vi hơn.

#### Thứ hạng trong các môn võ Nhật Bản

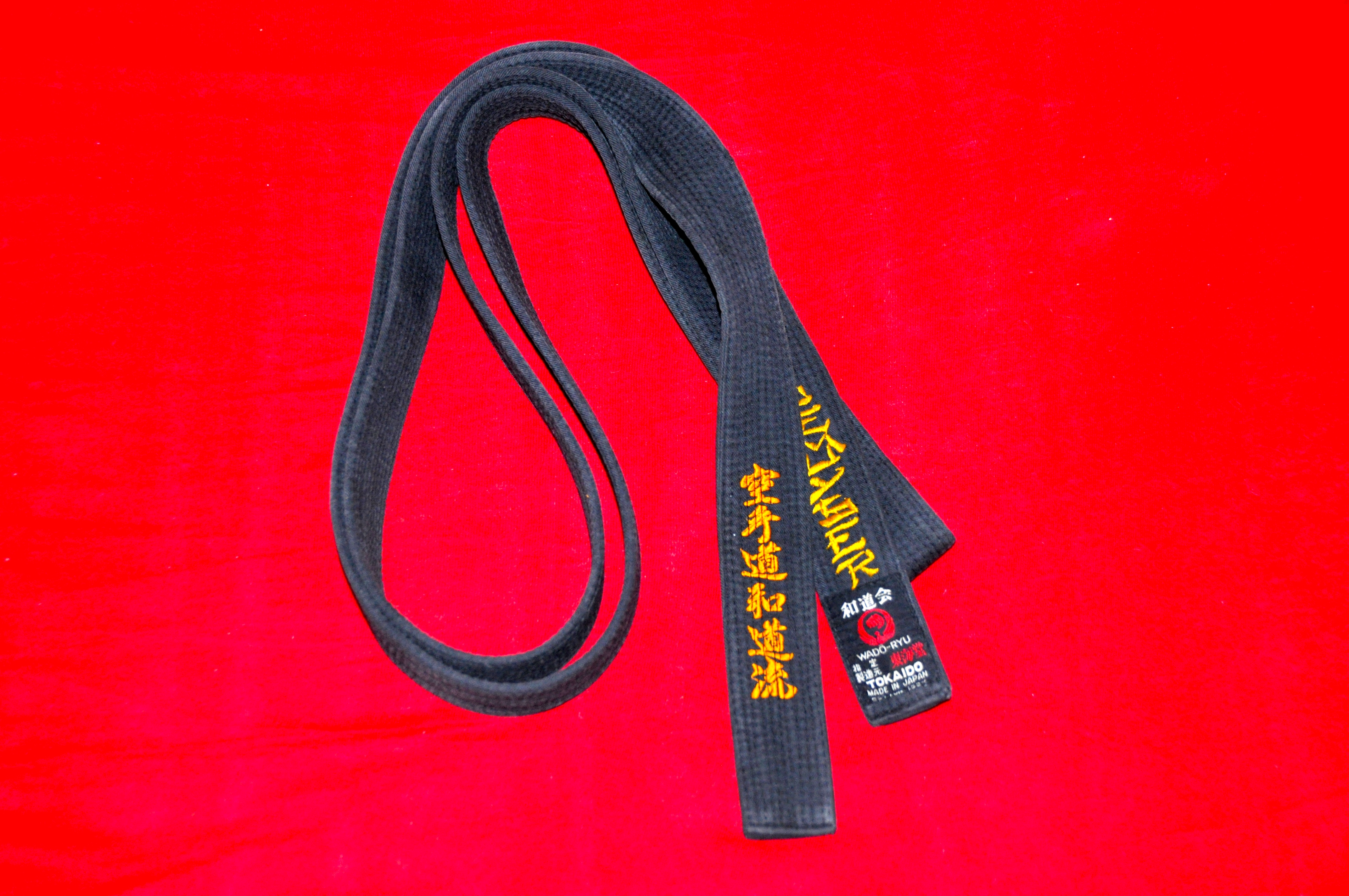
Đai đen, wadō-ryū karate

Nhiều môn võ sử dụng thứ hạng từ một đến mười:
| Đẳng cấp   | 1-dan  | 2-dan     | 3-dan     | 4-dan  | 5-dan | 6-dan   | 7-dan     | 8-dan    | 9-dan | 10-dan |
| Phiên âm   | Shodan | Nidan     | Sandan    | Yondan | Godan | Rokudan | Shichidan | Hachidan | Kudan | Jūdan  |
| Tiếng Nhật | 初段   | 弐段/二段 | 参段/三段 | 四段   | 五段  | 六段    | 七段      | 八段     | 九段  | 十段   |

Trong một số bộ môn võ thuật, đai màu đen được đeo cho tất cả các cấp bậc dan. Ở những bộ môn khác, cấp bậc cao nhất (10-dan) đeo một đai màu đỏ. Trong jūdo và Shotokan, võ sinh có cấp bậc 6 tới 8-dan có thể đeo một đai có hoạ tiết màu đỏ và trắng, và võ sinh có cấp bậc 9 tới 10-dan có thể đeo một đai có màu đỏ toàn bộ. Có một số biến thể ngay cả trong các phong cách. Nói chung, dây đai không có các dấu hiệu biểu thị cấp bậc dan thực tế. Các phong cách từ Okinawa sử dụng vạch màu vàng để biểu thị các danh hiệu bậc thầy khác nhau hơn là các cấp bậc sau 5-dan. Vì vậy, một dải sọc vàng được chỉ định là Renshi (錬士 (luyện sĩ)), hai vạch là Kyōshi (教士 (giáo sĩ)), và ba vạch là Hanshi (範士 (phạm sĩ)). Vào đầu những năm 2000, các phong cách gốc Okinawa khác nhau bắt đầu sử dụng các sọc để chỉ các cấp bậc dan riêng biệt trên godan. Những môn phái khác, bao gồm có thể là các tổ chức của Uechi, tuân theo điều này, trong khi một số môn phái khác thì không.
Trong nhiều phong cách, shodan  ngụ ý rằng những điều cơ bản của phong cách đã được làm chủ. Khi ở mức độ sandan, võ sinh có thể bắt đầu đứng ra giảng dạy một cách độc lập, nhưng dưới sự giám sát từ thầy của họ. Giấy phép cho mức này là shidōin (指導員 (chỉ đạo viên)), nghĩa là "người làm công việc hướng dẫn/huấn luyện", thường được dịch là "trợ lý hướng dẫn." Ở cấp bậc khoảng godan, người mang thứ hạng có thể nhận được một giấy phép giảng dạy đầy đủ: shihan (師範 (sư phạm)), nghĩa là "người hướng dẫn/người làm mẫu." Theo truyền thống, người nắm giữ cấp bậc có thể mở trường học của mình bằng giấy phép này. Nhiều phong cách cũng có cách giảng dạy riêng biệt hoặc các cấp độ "bậc thầy" renshi, kyoshi, và hanshi.
Nói chung, các cấp bậc dan thấp hơn đại diện cho kiến thức và hiểu biết về nghệ thuật hơn cùng với kỹ năng về thể chất. Cấp bậc dan càng cao thì khả năng lãnh đạo, kinh nghiệm giảng dạy và dịch vụ của phong cách đó càng có vai trò lớn trong việc quảng bá.
Trong môn Kendo hiện đại, hệ thống dan hiện đã được thay đổi để cấp bậc 8-dan là cấp bậc cao nhất có thể đạt được. Không giống như Judo, tất cả những sự thăng cấp dan  trong khuôn khổ Liên đoàn Kendo toàn Nhật Bản, Liên đoàn Kendo Quốc tế và các nước thành viên của họ đều đạt được thông qua kiểm tra. Trong khi các cấp bậc dan được trao cho khả năng kỹ thuật, có một hệ thống shogo song song trao cho các cấp độ giảng dạy cao hơn là renshi, kyoshi, và hanshi. Renshi và kyoshi được trao bằng bài kiểm tra viết luận, trong khi hanshi bằng việc bỏ phiếu.
Mặc dù hệ thống dan là đặc thù của Nhật Bản, nó đã được tiếp nhận bởi nhiều phong cách võ thuật khác. Hệ thống dan và biểu tượng đai đen nổi tiếng đã được áp dụng vào văn cảnh sử dụng thường ngày để đại diện cho một người có trình độ trên trung bình hoặc có trình độ cao trong một ngành học cụ thể.

### Võ thuật Trung Hoa
Từ năm 1998, Hiệp hội Wushu Trung Quốc cùng với Ủy ban Thể thao Quốc gia và Viện Nghiên cứu Wushu Trung Quốc đã thiết lập một hệ thống tốt nghiệp dựa trên chín cấp độ Đoạn. Năm 2011, hệ thống Đoạn vị (段位, duanwei, trình độ) đã được thay đổi và một bộ sách về các phong cách đã được xuất bản cho các kỳ thi đoạn vị từ 1-6, mỗi cấp có thể được kiểm tra trên các dạng và các ứng dụng định sẵn, bao gồm việc đối tác tạo dựng nên huy hiệu cũng đã được thay đổi để bao gồm con số đoạn vị, tức là từ 1-6. Mức độ dẫn nhập cho các võ sinh đã có kinh nghiệm hiện đã được giới hạn ở Tam đoạn (thứ ba) và các cấp bậc thấp hơn để siết chặt việc xếp hạng.
Cấp độ sơ cấp:
Những cấp bậc đoạn cho các võ sinh với một vài năm kinh nghiệm.
1. Qingying—yi duan: Ưng đồng/xanh lục

2. Yinying—er duan: Ưng bạc

3. Jinying—san duan: Ưng vàng
Cấp độ trung cấp:
Các cấp độ đoạn trung bình kéo dài dành cho võ sinh/huấn luyện viên wushu có khả năng dạy và có kinh nghiệm huấn luyện wushu từ 5 đến 10 năm tùy thuộc vào mức độ được áp dụng. Bắt đầu từ Ngũ đoạn, phải có bằng chứng về một nghiên cứu khoa học trong nghiên cứu wushu, tức là các ấn phẩm, DVD, việc đào tạo các võ sinh có cấp độ Đoạn vị. Lục đoạn có thể sử dụng danh hiệu Võ sư, vì đây là cấp độ kỹ thuật cao nhất.
4. Qinghu—si duan: Hổ đồng/xanh lục

5. Yinhu—wu duan: Hổ bạc

6. Jinhu—liu duan: Hổ vàng
Cấp độ cao cấp:
Cấp độ cao cấp chỉ được trao cho các bậc thầy rất có kinh nghiệm với danh tiếng xuất sắc ở Wushu. Người được trao tặng một đoạn như vậy được chính thức cho phép tự xưng là "Đại võ sư".
7. Qinglong—qi duan: Rồng đồng/xanh lục

8. Yinlong—ba duan: Rồng bạc

9. Jinlong—jiu duan: Rồng vàng
Thuật ngữ Dan được sử dụng trên các huy hiệu cho đến năm 2005, khi thuật ngữ Duan (đoạn) được sử dụng sau đó trên các huy hiệu, tuy nhiên, thuật ngữ Dan không bao giờ được sử dụng trên giấy chứng nhận cấp độ, các chứng chỉ luôn sử dụng thuật ngữ Đoạn vị.

### Võ thuật Triều Tiên

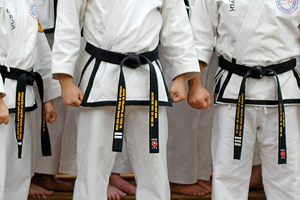
Một số trường phái võ thuật Triều Tiên sử dụng các mặt đai thêu để biểu thị các cấp độ dan khác nhau, như thể hiện trên các đai 1, 2 và 3-dan bên trên

Võ thuật Triều Tiên thiếu hệ thống phân loại cho đến khi Nhật Bản chiếm đóng (1910–1945), trong đó có nhiều loại võ thuật Nhật được đưa vào hệ thống trường học của Triều Tiên, nhất là judo, karate-do và kendo. Sau khi kết thúc chiếm đóng, những môn võ thuật mới nổi như taekwondo, tang soo do, soo bahk do và hapkido tiếp nhận các thứ hạng dan (단, 段) và geup (급, 級). Hệ thống phân hạng dan cũng được sử dụng cho các kì thủ baduk. Ngày nay, Hiệp hội Taekkyeon Hàn Quốc cũng đưa ra các cấp bậc dan cho các học viên taekkyeon.
Một người đã nhận được một cấp bậc dan được gọi là yudanja (유단자, 有段者, hữu đoạn giả). Một người đã nhận được một cấp bậc dan "cao cấp" (từ 6-dan trở lên) được gọi là "godanja" (고단자, 高段者, cao đoạn giả).
Trong một vài hệ phái của Triều Tiên, đáng chú ý nhất trong Taekwondo phong cách Kukkiwon, cũng có một hệ thống bản địa poom (품, 品; "pum" sử dụng phiên âm Latin hoá tiêu chuẩn). Các học viên chưa đạt đến độ tuổi 15 không thể tham gia thi cấp độ dan. Với họ, có một hệ thống gồm 4 cấp bậc poom. Sau khi họ đạt độ tuổi 15, cấp bậc poom này có thể được chuyển đổi sang cấp độ "dan" tương ứng.

#### Thứ hạng trong các môn võ Triều Tiên
Khi đánh số các thứ hạng dan, các con số Hán-Triều được sử dụng. Tên phổ biến của các cấp bậc dan do đó là:
1. Il dan (일단): đai đen bậc nhất (cũng gọi là cho dan (초단 hanja: 初段 (sơ đoạn)))
2. I dan (이단): đai đen bậc nhì
3. Sam dan (삼단): đai đen bậc ba
4. Sa dan (사단): đai đen bậc bốn
5. O dan (오단): đai đen bậc năm
6. Yuk dan (육단): đai đen bậc sáu
7. Chil dan (칠단): đai đen bậc bảy
8. Pal dan (팔단): đai đen bậc tám
9. Gu dan (구단): đai đen bậc chín
10. Sip dan (십단): đai đen bậc mười

Đối với hầu hết các môn võ thuật Triều Tiên, các cấp bậc dan không vượt quá 9-dan, mặc dù trong một số trường hợp, trong một số tổ chức, một cấp bậc 10-dan (십단) được đưa ra.